# Iris longipetala
Iris longipetala là một loài thực vật có hoa trong họ Diên vĩ. Loài này được Herb. miêu tả khoa học đầu tiên năm 1840.